# Mille Miglia
La Mille Miglia è stata una competizione automobilistica stradale di granfondo disputata in Italia in 24 edizioni tra il 1927 e il 1957. Si trattava di una gara di velocità in linea con partenza ed arrivo a Brescia in cui i concorrenti arrivavano fino a Roma attraverso il Centro-Nord Italia. Il nome della gara deriva dalla lunghezza del percorso; infatti, nonostante diverse variazioni nel corso degli anni, rimase lungo circa 1600 chilometri equivalenti a circa mille miglia imperiali. Fu cancellata dopo l'edizione 1957 a causa della tragedia di Guidizzolo.
Dal 1977 la Mille Miglia rivive sotto forma di gara di regolarità storica a tappe la cui partecipazione è limitata alle vetture, prodotte entro il 1957, che avevano partecipato (o risultavano iscritte) alla corsa originale. Il percorso Brescia-Roma-Brescia ricalca, pur nelle sue varianti, quello della gara originale mantenendo costante il punto di partenza/arrivo in viale Venezia all'altezza dei giardini del Rebuffone.
L'edizione del novantesimo anniversario del 2017 è quella con il record di iscritti: 705.

## Prima della guerra
(Giuseppe Tonelli, da: 100 macchine si lanciano da Brescia per le "Mille Miglia", La Stampa, 27 marzo 1927)

La corsa venne ideata ed organizzata, come gara di velocità in linea (non a tappe) da quattro amici in risposta alla mancata assegnazione a Brescia, loro città natale, del Gran Premio d'Italia, organizzato nel nuovo autodromo di Monza.

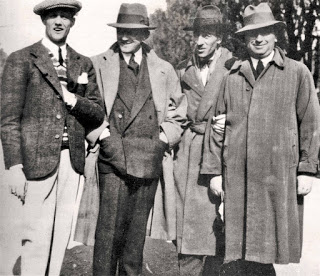
I quattro moschettieri della Mille Miglia: (da sinistra a destra) Aymo Maggi, Franco Mazzotti, Giovanni Canestrini e Renzo Castagneto

I quattro, che divennero poi noti come i quattro moschettieri della Mille Miglia, sono il conte Aymo Maggi, pilota e finanziatore, il conte Franco Mazzotti, giornalista, pilota, finanziatore e presidente del RACI di Brescia, Renzo Castagneto, l'organizzatore vero e proprio, e Giovanni Canestrini, il decano dei giornalisti italiani nel settore automobilistico.
Fu scelto un percorso a forma di "otto" da Brescia a Roma e ritorno lungo circa 1600 km, equivalenti a circa 1000 miglia, da cui il nome, suggerito da Franco Mazzotti, di recente ritorno da un viaggio in America. A Mazzotti nel secondo dopoguerra sarà poi intitolato il trofeo "Coppa delle Mille Miglia", attribuito ai vincitori della gara, che venne quindi denominata anche "Coppa Franco Mazzotti".
La prima edizione partì alle 13 del 26 marzo 1927, con la partecipazione di 77 equipaggi, 2 soli dei quali stranieri (al volante delle piccole Peugeot 5 CV). Di loro 55 portarono a termine la corsa mentre 22 vetture furono costrette al ritiro. Alla fine un equipaggio bresciano composto da Ferdinando Minoia e Giuseppe Morandi a bordo di una bresciana OM 665 "Superba" S torpedo tagliò per primo il traguardo completando il percorso in 21 ore, 4 minuti, 48 secondi e 1/5 alla media di 77,238 km/h. 

Solo dopo l'enorme successo della prima Mille Miglia si decise di ripetere la prova negli anni a venire e l'evento divenne così importante che il tracciato fu modificato per ben tredici volte per far passare la gara anche da altre città.

Preparativi per la partenza della Mille Miglia 1930.

L'anno seguente l'equipaggio composto da Giuseppe Campari e Giulio Ramponi ottenne la prima di undici vittorie per l'Alfa Romeo a bordo di una 6C 1500 SS Spider Zagato, infatti tra il 1928 e il 1938, ad eccezione del 1931, la gara fu sempre appannaggio delle vetture Alfa Romeo, che dominarono la scena prima con le agili 6C e poi con le potenti 8C e piloti del calibro di Tazio Nuvolari, Achille Varzi e Clemente Biondetti.
Il 1938 fu segnato da un grave incidente a Bologna, infatti una Lancia Aprilia uscì di strada, finì sulla folla, uccise dieci spettatori, di cui sette bambini, e ferì altre ventitré persone. In seguito a tale sciagura il capo del governo, Benito Mussolini, decise di non concedere più l'autorizzazione per svolgere gare di velocità su strade pubbliche.
Dopo la pausa del 1939, nel 1940, a guerra iniziata, si riuscì a organizzare una nuova gara, chiamata ufficialmente Gran Premio di Brescia delle 1000 Miglia, che consisteva in nove giri di un circuito chiuso triangolare che toccava le città di Brescia, Cremona e Mantova in modo da raggiungere la lunghezza di circa 1000 Miglia.
Tra il 1941 e il 1946 non fu possibile organizzare la corsa a causa della seconda guerra mondiale.

## Dopo la guerra

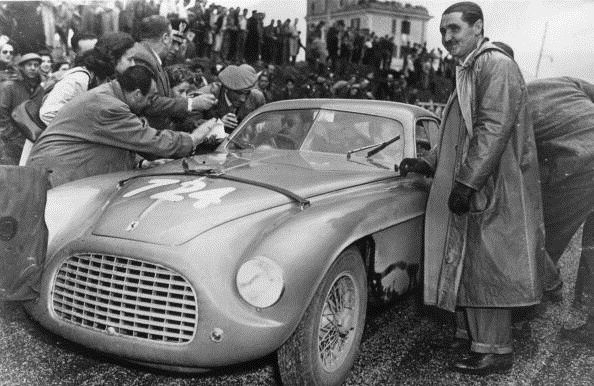
La Ferrari 195 S berlinetta Touring #724 di Giannino Marzotto e Marco Crosara alla Mille Miglia 1950

La corsa poté essere organizzata di nuovo soltanto nel 1947, due anni dopo la fine della guerra; riprese il via alle 14:00 del 21 giugno e si concluse con la vittoria dell'Alfa Romeo 8C 2900 B berlinetta Touring privata dei compressori di Emilio Romano guidata da Clemente Biondetti in 16 ore 16 minuti e 39 secondi, dopo un'aspra battaglia contro la Cisitalia 202 Spyder Mille Miglia di Tazio Nuvolari.

Questa fu l'ultima vittoria di un'Alfa Romeo alla Mille Miglia, l'anno dopo si aprì la schiera di successi Ferrari continuata fino al 1957 e interrotta solo nel biennio 1954-55 dalle vittorie di Lancia e Mercedes-Benz. Proprio alla Mercedes-Benz 300 SLR #722 di Stirling Moss e Denis Jenkinson appartiene il record assoluto della gara con i 1.592 km percorsi in 10 ore, 7 minuti e 48 secondi a 157,650 km/h di media. Il segreto di questa straordinaria prestazione risiedeva in un rotolo di carta lungo quattro metri e mezzo che Jenkinson usò per dirigere Moss durante la gara e su cui aveva annotato le caratteristiche della strada in base alle ricognizioni del percorso effettuate prima della corsa.

La Mercedes-Benz 300 SLR di Juan Manuel Fangio attraversa il ponte di Peschiera del Garda sulla via del secondo posto nell'edizione 1955.

Nel 1957 una Ferrari 335 S fu coinvolta in un incidente sulla Goitese nei pressi di Guidizzolo (ma nel territorio comunale di Cavriana), in provincia di Mantova, causato dallo scoppio di uno pneumatico, che costò la vita al pilota spagnolo Alfonso de Portago, al navigatore americano Edmund Gurner Nelson, e a nove spettatori, cinque dei quali bambini. A causa dello shock provocato nell'opinione pubblica la corsa venne definitivamente soppressa. A seguito dell'incidente Enzo Ferrari, costruttore della vettura coinvolta nell'incidente, subì un processo che durò alcuni anni e dal quale uscì assolto.
L'Automobile Club di Brescia effettuò un tentativo per dare continuità alla corsa e nel 1958, nel 1959 e nel 1961, di fronte alla irremovibilità delle autorità che non concessero i nulla-osta necessari per le corse di velocità su strada, organizzò tre edizioni ancora denominate Mille Miglia ma disputate secondo una formula che prevedeva brevi tratti di velocità alternati a lunghe tratte di trasferimento da percorrere alla velocità media di 50 km/h (con penalizzazione per gli eventuali ritardi).
La Mille Miglia rese vittoriosi e noti in tutto il mondo marchi di auto sportive italiane come Alfa Romeo, Lancia e Ferrari.

## La Mille Miglia classica

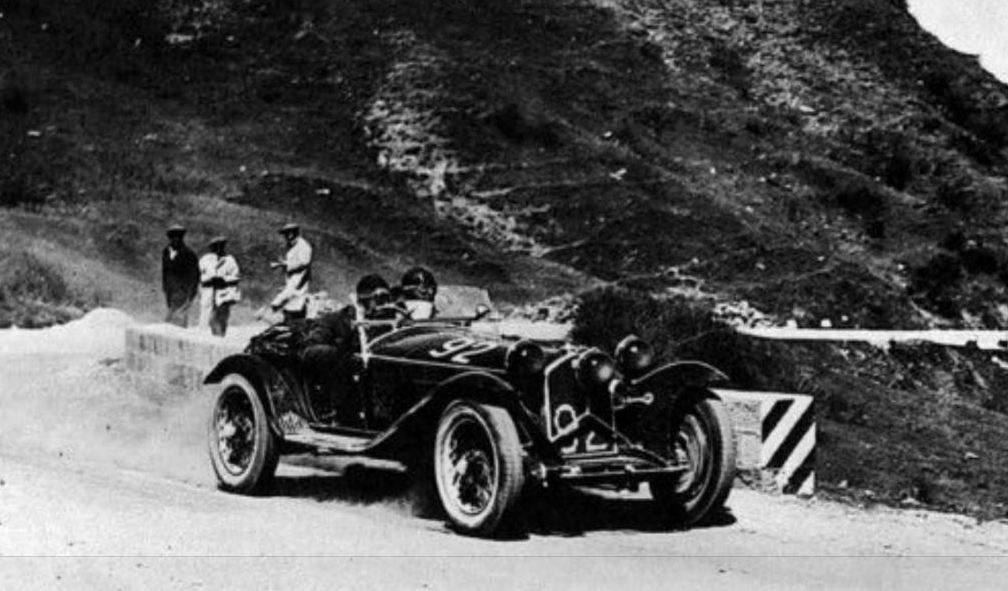
L'Alfa Romeo 8C 2300 Corto Spider Zagato di Giovanni Battista Santinelli e Umberto Berti supera il Passo della Raticosa durante la Mille Miglia, 10 Aprile 1932. Alla fine giunsero 7° assoluti

Escludendo l'edizione del 1940 (svoltasi su un veloce circuito stradale Brescia-Cremona-Mantova) e le ultime tre Mille Miglia del 1958, 1959 e 1961 (edizioni di regolarità e velocità), le altre 23 edizioni della corsa - quelle che potremmo definire le "classiche" Mille Miglia - si sono disputate con partenza e traguardo a Brescia e giro di boa intermedio a Roma, su itinerari di lunghezza prossima ai 1600 km (approssimativamente 1000 miglia). Negli anni sono state ben tredici le variazioni apportate al percorso Brescia-Roma-Brescia, che ha avuto una lunghezza compresa tra un minimo di 1512 km (edizione 1953) e un massimo di 1830 km (edizione 1948) e che ha avuto un senso talvolta "orario" e talvolta "antiorario".
Poiché il tracciato ha subito nel corso degli anni parecchie variazioni più o meno rilevanti, un confronto delle prestazioni ottenute dai diversi vincitori, anno dopo anno, non è formalmente corretto, in particolare se ci si riferisce ai tempi di percorrenza. È invece invalso l'uso di prendere a riferimento la media oraria per stabilire l'evoluzione delle prestazioni. Ciò premesso, la media ottenuta dai vincitori delle diverse edizioni della Mille Miglia su questo percorso classico Brescia-Roma-Brescia è più che raddoppiata, passata nel corso degli anni dai 77,238 km/h ottenuti nella prima edizione della corsa (1927) dalla OM 665 "Superba" di Ferdinando Minoia e Giuseppe Morandi ai 157,650 km/h raggiunti nel 1955 da Stirling Moss e Denis Jenkinson: questa media oraria non sarà più superata e pertanto verrà unanimemente considerata la "media record" della corsa.

## Albo d'oro e percorsi

### I Coppa delle Mille Miglia

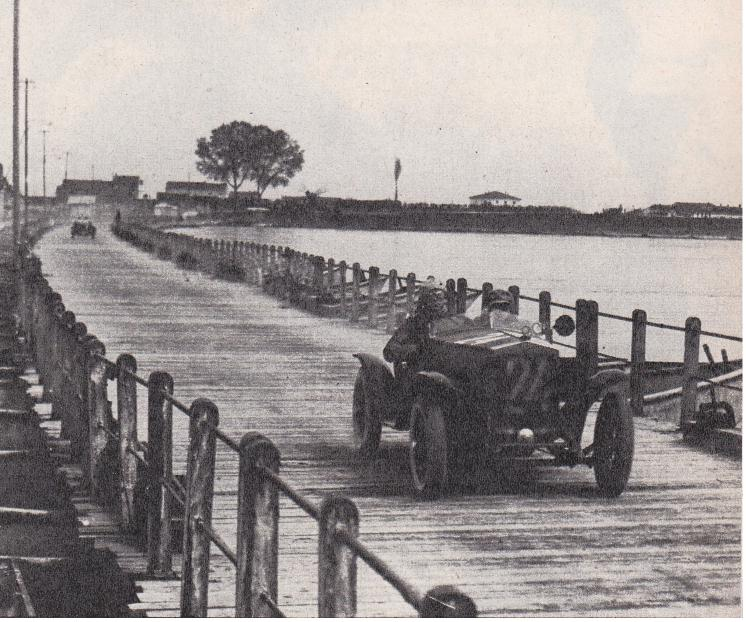
La Lancia Lambda dei fratelli Battaglini, attraversa il Po sul ponte di barche a Casalmaggiore durante la prima Mille Miglia del 1927

26-27 marzo 1927 / 1628,200 km
1° Ferdinando Minoia / Giuseppe Morandi - OM 665 "Superba" S torpedo (1991 cm³) - 21h04'48"1/5 - 77,238 km/h
2° Tino Danieli / Renato Balestrero - OM 665 "Superba" S torpedo (1991 cm³) - 21h20'53"3/5 - 76,268 km/h
3° Mario Danieli / Archimede Rosa - OM 665 "Superba" S torpedo (1991 cm³) - 21h28'02"1/5 - 75,845 km/h
Percorso
Brescia — Montichiari — Asola — Canneto sull'Oglio — Piadena — Casalmaggiore — Parma — Reggio Emilia — Modena — Bologna — Passo della Raticosa — Passo della Futa — Firenze — San Casciano — Poggibonsi — Siena — San Quirico d'Orcia — Radicofani — Bolsena — Viterbo — Monterosi — Madonna di Bracciano — Roma — Civita Castellana — Narni — Terni — Valico della Somma — Spoleto — Foligno — Perugia — Gubbio — Fossato di Vico — Fabriano — Castelraimondo — Tolentino — Macerata — Villa Potenza — Loreto — Ancona — Senigallia — Fano — Pesaro — Rimini — Cesena — Forlì — Faenza — Imola — Bologna — Ferrara — Rovigo — Monselice — Padova — Noale — Treviso — Cornuda — Feltre — Primolano — Bassano — Marostica — Vicenza — Lonigo — Verona — Peschiera del Garda — Desenzano del Garda — Brescia.

### II Coppa delle Mille Miglia
31 marzo-1º aprile 1928 / 1618,200 km (Km 10,000 in meno rispetto al 1927 per qualche variazione di modesta entità)
1° Giuseppe Campari / Giulio Ramponi - Alfa Romeo 6C 1500 SS spider Zagato (1485 cm³) - 19h14'05"4/5 - 84,128 km/h (media = nuovo record)
2° Archimede Rosa / Franco Mazzotti - Om 665 "Superba" SMM spider (1991 cm³) - 19h22'22"2/5 - 83,529 km/h
3° Ermenegildo Strazza / Attilio Varallo - Lancia Lambda 221 spider passo corto Casaro (2569 cm³) - 19h37'37"2/5 - 82,447 km/h
Percorso
Brescia — Montichiari — Asola — Canneto sull'Oglio — Piadena — Casalmaggiore — Parma — Reggio Emilia — Modena — Bologna — Passo della Raticosa — Passo della Futa — Firenze — San Casciano in Val di Pesa — Poggibonsi — Siena — San Quirico d'Orcia — Radicofani — Bolsena — Viterbo — Monterosi — Madonna di Bracciano — Roma — Civita Castellana — Narni — Terni — Valico della Somma — Spoleto — Foligno — Perugia — Gubbio — Fossato di Vico — Fabriano — Castelraimondo — Tolentino — Macerata — Villa Potenza — Loreto — Ancona — Senigallia — Fano — Pesaro — Rimini — Cesena — Forlì — Faenza — Imola — Bologna — Ferrara — Rovigo — Monselice — Padova — Noale — Treviso — Cornuda — Feltre — Primolano — Bassano — Marostica — Vicenza — Lonigo — Verona — Peschiera del Garda — Desenzano del Garda — Brescia.

### III Coppa delle Mille Miglia
13-14 aprile 1929 / 1621,000 km (Km 2,800 in più rispetto al 1928 per qualche variazione di modesta entità)
1° Giuseppe Campari / Giulio Ramponi - Alfa Romeo 6C 1750 SS spider Zagato (1752 cm³) - 18h04'25" - 89,688 km/h (media = nuovo record)
2° Giuseppe Morandi / Archimede Rosa - OM 665 "Superba" SMM spider (1991 cm³) - 18h14'14" - 88,884 km/h
3° Achille Varzi / G. Colombo - Alfa Romeo 6C 1750 SS spider Zagato (1752 cm³) - 18h16'14"2/5 - 88,721 km/h
Percorso
Brescia — Montichiari — Asola — Canneto sull'Oglio — Piadena — Casalmaggiore — Parma — Reggio Emilia — Modena — Bologna — Passo della Raticosa — Passo della Futa — Firenze — San Casciano in Val di Pesa — Poggibonsi — Siena — San Quirico d'Orcia — Radicofani — Bolsena — Viterbo — Monterosi — Madonna di Bracciano — Roma — Civita Castellana — Narni — Terni — Valico della Somma — Spoleto — Foligno — Perugia — Gubbio — Fossato di Vico — Fabriano — Castelraimondo — Tolentino — Macerata — Villa Potenza — Loreto — Ancona — Senigallia — Fano — Pesaro — Rimini — Cesena — Forlì — Faenza — Imola — Bologna — Ferrara — Rovigo — Monselice — Padova — Noale — Treviso — Cornuda — Feltre — Primolano — Bassano — Marostica — Vicenza — Lonigo — Verona — Peschiera del Garda — Desenzano del Garda — Brescia.

### IV Coppa delle Mille Miglia

Achille Varzi e Decimo Compagnoni mentre affrontano una curva su un'Alfa Romeo 6C 1750 GS Spider Zagato alla Mille Miglia 1930

12-13 aprile 1930 / 1639,000 km (18,000 km in più rispetto al 1929 dovuti essenzialmente alla deviazione di Cremona)
1° Tazio Nuvolari / G.Battista Guidotti - Alfa Romeo 6C 1750 GS spider Zagato (1752 cm³) - 16h18'59"2/5 - 100,450 km/h (media = nuovo record)
2° Achille Varzi / Carlo Canavesi - Alfa Romeo 6C 1750 GS spider Zagato (1752 cm³) - 16h29'51" - 99,348 km/h
3° Giuseppe Campari / Attilio Marinoni - Alfa Romeo 6C 1750 GS spider Zagato (1752 cm³) 16h59'53"3/5 - 96,421 km/h
Percorso
A seguito dell'improvviso crollo di un ponte sull'Oglio a Canneto (MN) l'itinerario iniziale deve essere modificato per cui, da Brescia, si dirige verso Cremona e poi, attraverso San Giovanni in Croce, raggiunge Casalmaggiore e da lì prosegue seguendo il medesimo percorso dell'anno precedente.
Brescia — Cremona — San Giovanni in Croce — Casalmaggiore — Parma — Reggio Emilia — Modena — Bologna — Passo della Raticosa — Passo della Futa — Firenze — San Casciano in Val di Pesa — Poggibonsi — Siena — San Quirico d'Orcia — Radicofani — Bolsena — Viterbo — Monterosi — Madonna di Bracciano — Roma — Civita Castellana — Narni — Terni — Valico della Somma — Spoleto — Foligno — Perugia — Gubbio — Fossato di Vico — Fabriano — Castelraimondo — Tolentino — Macerata — Villa Potenza — Loreto — Ancona — Senigallia — Fano — Pesaro — Rimini — Cesena — Forlì — Faenza — Imola — Bologna — Ferrara — Rovigo — Monselice — Padova — Noale — Treviso — Cornuda — Feltre — Primolano — Bassano — Marostica — Vicenza — Lonigo — Verona — Peschiera del Garda — Desenzano del Garda — Brescia.

### V Coppa delle Mille Miglia
11-12 aprile 1931 / 1635,500 km (Km 3,500 in meno rispetto all'anno precedente, dovuti essenzialmente alla variazione di Porto Recanati)
1° Rudolf Caracciola / Wilhelm Sebastian - Mercedes-Benz SSKL spider (7069 cm³) - 16h10'10" - 101,147 km/h (media = nuovo record)
2° Giuseppe Campari / Attilio Marinoni - Alfa Romeo 6C 1750 GS Testa Fissa spider Zagato (1752 cm³) - 16h21'17" - 100,001 km/h
3° Giuseppe Morandi / Archimede Rosa - OM 665 "Superba" SSMM spider (2221 cm³)- 16h28'35" - 99,263 km/h
Percorso
Rispetto al tracciato del 1930, si ha una variazione in provincia di Macerata: dopo Villa Potenza, infatti, si raggiunge Porto Recanati (in luogo di Loreto) e poi ci si dirige verso Ancona e si prosegue sullo stesso percorso del 1930.
Brescia — Cremona — San Giovanni in Croce — Casalmaggiore — Parma — Reggio Emilia — Modena — Bologna — Passo della Raticosa — Passo della Futa — Firenze — San Casciano in Val di Pesa — Poggibonsi — Siena — San Quirico d'Orcia — Radicofani — Bolsena — Viterbo — Monterosi — Madonna di Bracciano — Roma — Civita Castellana — Narni — Terni — Valico della Somma — Spoleto — Foligno — Perugia — Gubbio — Fossato di Vico — Fabriano — Castelraimondo — Tolentino — Macerata — Villa Potenza — Porto Recanati — Ancona — Senigallia — Fano — Pesaro — Rimini — Cesena — Forlì — Faenza — Imola — Bologna — Ferrara — Rovigo — Monselice — Padova — Noale — Treviso — Cornuda — Feltre — Primolano — Bassano — Marostica — Vicenza — Lonigo — Verona — Peschiera del Garda — Desenzano del Garda — Brescia.

### VI Coppa delle Mille Miglia
9-10 aprile 1932 / 1639,700 km (Km 4,200 in più rispetto all'anno precedente per qualche variazione di modesta entità)
1° Mario Umberto Baconin Borzacchini / Amedeo Bignami - Alfa Romeo 8C 2300 spider Touring (2336 cm³) - 14h55'19"2/5 - 109,884 km/h (media = nuovo record)
2° Carlo Felice Trossi / Antonio Brivio - Alfa Romeo 8C 2300 spider Zagato (2336 cm³) - 15h10'59" - 107,995 km/h
3° Luigi Scarfiotti / Guido d'Ippolito - Alfa Romeo 6C 1750 GS Testa Fissa spider Zagato - 15h44'41"3/5 - 104,141 km/h
Percorso
Brescia — Cremona — San Giovanni in Croce — Casalmaggiore — Parma — Reggio Emilia — Modena — Bologna — Passo della Raticosa — Passo della Futa — Firenze — San Casciano in Val di Pesa — Poggibonsi — Siena — San Quirico d'Orcia — Radicofani — Bolsena — Viterbo — Monterosi — Madonna di Bracciano — Roma — Civita Castellana — Narni — Terni — Valico della Somma — Spoleto — Foligno — Perugia — Gubbio — Fossato di Vico — Fabriano — Castelraimondo — Tolentino — Macerata — Villa Potenza — Porto Recanati — Ancona — Senigallia — Fano — Pesaro — Rimini — Cesena — Forlì — Faenza — Imola — Bologna — Ferrara — Rovigo — Monselice — Padova — Noale — Treviso — Cornuda — Feltre — Primolano — Bassano — Marostica — Vicenza — Lonigo — Verona — Peschiera del Garda — Desenzano del Garda — Brescia.

### VII Coppa delle Mille Miglia
8-9 aprile 1933 / 1650,000 km (Km 10,300 in più rispetto all'anno precedente, dovuti sostanzialmente alla deviazione su Vetralla)
1° Tazio Nuvolari / Decimo Compagnoni - Alfa Romeo 8C 2300 spider Zagato (2336 cm³) - 15h11'50" - 108,572 km/h
2° Carlo Castelbarco / Franco Cortese - Alfa Romeo 8C 2300 Monza spider (2336 cm³) - 15h38'22"2/5 - 105,501 km/h
3° Piero Taruffi / Aurelio Pellegrini Quarantotti - Alfa Romeo 8C 2300 spider Zagato (2336 cm³) - 16h00'57" - 103,023 km/h
Percorso
Rispetto al tracciato dell'anno precedente, si ha una variazione tra Viterbo e Roma: dopo Viterbo, infatti, il percorso devia toccando Vetralla prima di giungere a Monterosi e proseguire sullo stesso itinerario dell'edizione 1932.
Brescia — Cremona — San Giovanni in Croce — Casalmaggiore — Parma — Reggio Emilia — Modena — Bologna — Passo della Raticosa — Passo della Futa — Firenze — San Casciano in Val di Pesa — Poggibonsi — Siena — San Quirico d'Orcia — Radicofani — Bolsena — Viterbo — Vetralla — Monterosi — Madonna di Bracciano — Roma — Civita Castellana — Narni — Terni — Valico della Somma — Spoleto — Foligno — Perugia — Gubbio — Fossato di Vico — Fabriano — Castelraimondo — Tolentino — Macerata — Villa Potenza — Porto Recanati — Ancona — Senigallia — Fano — Pesaro — Rimini — Cesena — Forlì — Faenza — Imola — Bologna — Ferrara — Rovigo — Monselice — Padova — Noale — Treviso — Cornuda — Feltre — Primolano — Bassano — Marostica — Vicenza — Lonigo — Verona — Peschiera del Garda — Desenzano del Garda — Brescia.

### VIII Coppa delle Mille Miglia
8-9 aprile 1934 / 1615,700 km (Km 34,300 in meno rispetto all'anno precedente, soprattutto a seguito delle tre rilevanti variazioni di percorso)
1° Achille Varzi / Amedeo Bignami - Alfa Romeo 8C 2600 Monza 2.6 spider Brianza (2557 cm³) - 14h08'05" - 114,307 km/h (media = nuovo record)
2° Tazio Nuvolari / Eugenio Siena - Alfa Romeo 8C 2300 Monza spider (2336 cm³) - 14h16'58" - 113,122 km/h
3° Louis Chiron / Archimede Rosa - Alfa Romeo 8C 2600 Monza 2.6 spider Brianza (2557 cm³) - 15h24'00" - 104,915 km/h
Percorso
Rispetto al tracciato dell'anno precedente, si hanno tre variazioni di un certo rilievo: tra Cremona e Parma (dove si transita attraverso Piacenza anziché attraverso Casalmaggiore), tra Padova e Treviso (con deviazione su Venezia/Mestre) e tra Treviso e Vicenza (eliminato il passaggio da Feltre).

Brescia — Cremona — Piacenza — Parma — Reggio Emilia — Modena — Bologna — Passo della Raticosa — Passo della Futa — Firenze — San Casciano in Val di Pesa — Poggibonsi — Siena — San Quirico d'Orcia — Radicofani — Bolsena — Viterbo — Vetralla — Monterosi — Madonna di Bracciano — Roma — Civita Castellana — Narni — Terni — Valico della Somma — Spoleto — Foligno — Perugia — Gubbio — Fossato di Vico — Fabriano — Castelraimondo — Tolentino — Macerata — Villa Potenza — Porto Recanati — Ancona — Senigallia — Fano — Pesaro — Rimini — Cesena — Forlì — Faenza — Imola — Bologna — Ferrara — Rovigo — Monselice — Padova — Mestre — Venezia — Mestre — Treviso — Cittadella — Vicenza — Lonigo — Verona — Peschiera del Garda — Desenzano del Garda — Brescia.

### IX Coppa delle Mille Miglia
14-15 aprile 1935 / 1615,700 km
1° Carlo Pintacuda / Alessandro Della Stufa - Alfa Romeo Tipo B P3 biposto (2905 cm³) - 14h04'47" - km/h 114,753 (media=nuovo record)
2° Mario Tadini / Leopoldo Chiari - Alfa Romeo 8C 2300 Monza 2.6 spider (2557 cm³) - 14h46'38" - km/h 109,337
3° Gianni Battaglia / Giuseppe Tuffanelli - Alfa Romeo 8C 2300 Monza 2.6 spider (2557 cm³) - 15h04'08" - km/h 107,220
Percorso
Del tutto identico a quello dell'anno precedente

### X Coppa della Mille Miglia
5-6 aprile 1936 / km 1597,000 (Km 18,700 in meno rispetto all'anno precedente essenzialmente a seguito dell'eliminazione della deviazione su Venezia/Mestre)
1° Antonio Brivio / Carlo Ongaro - Alfa Romeo 8C 2900 A spider "botticella" (2905 cm³) - 13h07'51" - km/h 121,622 (media=nuovo record)
2° Nino Farina / Stefano Meazza - Alfa Romeo 8C 2900 A spider "botticella" (2905 cm³) - 13h08'23" - km/h 121,539
3° Carlo Maria Pintacuda / Aldo Stefani - Alfa Romeo 8C 2900 A spider "botticella" (2905 cm³) - 13h44'17" - km/h 116,246
Percorso
La variazione di percorso riguarda la eliminazione della deviazione su Venezia/Mestre e il conseguente ripristino dell'originario itinerario diretto (attraverso Noale) tra Padova e Treviso.
Brescia — Cremona — Piacenza — Parma — Reggio Emilia — Modena — Bologna — Passo della Raticosa — Passo della Futa — Firenze — San Casciano in Val di Pesa — Poggibonsi — Siena — San Quirico d'Orcia — Radicofani — Bolsena — Viterbo — Vetralla — Monterosi — Madonna di Bracciano — Roma — Civita Castellana — Narni — Terni — Valico della Somma — Spoleto — Foligno — Perugia — Gubbio — Fossato di Vico — Fabriano — Castelraimondo — Tolentino — Macerata — Villa Potenza — Porto Recanati — Ancona — Senigallia — Fano — Pesaro — Rimini — Cesena — Forlì — Faenza — Imola — Bologna — Ferrara — Rovigo — Monselice — Padova — Noale — Treviso — Cittadella — Vicenza — Lonigo — Verona — Peschiera del Garda — Desenzano del Garda — Brescia.

### XI Coppa delle Mille Miglia
4-5 aprile 1937 / km 1640,000 (Km 43,000 in più rispetto all'anno precedente essenzialmente a seguito dell'introduzione della deviazione su Venezia-Mestre-Mirano-Santa Maria di Sala)
1° Carlo Maria Pintacuda / Paride Mambelli - Alfa Romeo 8C 2900 A spider "botticella" (2905 cm³) - 14h17'32" - km/h 114,747
2° Nino Farina / Stefano Meazza - Alfa Romeo 8C 2900 A spider "botticella" (2905 cm³) - 14h35'11" - km/h 112,433
3° Laury Schell / René Carrière - Delahaye 135MS spyder (3558 cm³)- 14h54'55" - km/h 109,954
Percorso
La variazione di percorso riguarda la reintroduzione della deviazione su Venezia tramite un inedito itinerario che, da Padova, si dirige su Venezia (tramite l'autostrada Padova-Venezia) e poi tocca Mestre, Mirano, Santa Maria di Sala, Noale e Treviso per proseguire secondo il percorso classico da Treviso sino a Brescia.
Brescia — Cremona — Piacenza — Parma — Reggio Emilia — Modena — Bologna — Passo della Raticosa — Passo della Futa — Firenze — San Casciano in Val di Pesa — Poggibonsi — Siena — San Quirico d'Orcia — Radicofani — Bolsena — Viterbo — Vetralla — Monterosi — Madonna di Bracciano — Roma — Civita Castellana — Narni — Terni — Valico della Somma — Spoleto — Foligno — Perugia — Gubbio — Fossato di Vico — Fabriano — Castelraimondo — Tolentino — Macerata — Villa Potenza — Porto Recanati — Ancona — Senigallia — Fano — Pesaro — Rimini — Cesena — Forlì — Faenza — Imola — Bologna — Ferrara — Rovigo — Monselice — Padova — Venezia — Mestre — Mirano — Santa Maria di Sala — Noale — Treviso — Cittadella — Vicenza — Lonigo — Verona — Peschiera del Garda — Desenzano del Garda — Brescia.

### XII Coppa delle Mille Miglia
3-4 aprile 1938 / km 1621,270 (Km 18,730 in meno rispetto all'anno precedente)
1° Clemente Biondetti / Aldo Stefani - Alfa Romeo 8C 2900 B MM spider Touring (2905 cm³) - 11h58'29" - km/h 135,391 (media=nuovo record)
2° Carlo Maria Pintacuda / Paride Mambelli - Alfa Romeo 8C 2900 B MM spider Touring (2905 cm³) - 12h00'31" - km/h 135,008
3° Piero Dusio / Rolando Boninsegni - Alfa Romeo 8C 2900 A spider "botticella" (2905 cm³) - 12h37'31" - km/h 128,414
Percorso
Notevoli le variazioni apportate al percorso.
Innanzitutto viene soppresso il classico percorso che da Firenze portava verso Roma attraverso Siena e Viterbo (Via Cassia), sostituito da un nuovo itinerario che tocca invece, dopo Firenze, Pisa, Livorno e Grosseto (Via Aurelia).
La seconda variazione di rilievo riguarda il tratto dopo Foligno che, evitando Perugia, punta verso l'Adriatico attraverso il Passo della Scheggia e quello del Furlo e giungendo così a Fano.
Brescia — Cremona — Piacenza — Parma — Reggio Emilia — Modena — Bologna — Passo della Raticosa — Passo della Futa — Firenze — Pisa — Livorno — Cecina — Grosseto — Bivio Tarquinia — Vetralla — Monterosi — Madonna di Bracciano — Roma — Civita Castellana — Narni — Terni — Valico della Somma — Spoleto — Foligno — Passo della Scheggia — Passo del Furlo — Fano — Pesaro — Rimini — Cesena — Forlì — Faenza — Imola — Bologna — Ferrara — Rovigo — Monselice — Padova — Venezia — Mestre — Mirano — Santa Maria di Sala — Noale — Treviso — Cittadella — Vicenza — Lonigo — Verona — Peschiera del Garda — Desenzano del Garda — Brescia.

### I Gran Premio Brescia delle Mille Miglia
28 aprile 1940 / km 1486,000 / circuito triangolare
1° Fritz Huschke von Hanstein / Walter Baumer - BMW 328 Touring coupé (1971 cm³) - 8h54'46"3/5 - km/h 166,723
2° Nino Farina / Paride Mambelli - Alfa Romeo 6C 2500 SS Torpedino Brescia Touring (2443 cm³) - 9h10'16"2/5 - km/h 162,028
3° Adolf Brudes / Ralph Roese - Bmw 328 roadster Mille Miglia (1971 cm³) - 9h13'27"3/5 - km/h 161,095
Giro più veloce: Fritz Huschke von Hanstein - Bmw 328 Kamm coupé (1971 cm³) - 56'51"4/5 - 174,101 km/h
Percorso
Dopo la soppressione avvenuta nel 1939 (a seguito dei gravi incidenti accaduti nel corso della gara dell'anno precedente) l'edizione 1940 della Mille Miglia abbandona le strade della penisola ed emigra in quel di Brescia, mutando anche la denominazione, che, ufficialmente è “1º Gran Premio Brescia delle Mille Miglia”.
La gara si disputa su un circuito stradale triangolare i cui vertici sono rappresentati dalle città di Brescia, Cremona e Curtatone (Mantova) da percorrere 9 volte.
Più in dettaglio, il percorso tocca le seguenti località: Brescia — Bagnolo Mella — Manerbio — Cremona — Piadena — Bozzolo — Castellucchio — Curtatone — Goito — Castiglione delle Stiviere — Montichiari — Castenedolo — Brescia.
Ogni giro misura 165 km, anche se occorre sottolineare che il primo dei 9 giri previsti è di 166 km (un chilometro in più perché la linea di partenza non coincide con quella d'arrivo, come risulta dal Regolamento di gara che recita testualmente: "Le partenze verranno date alla “Curva del Foro Boario” appena dopo il sottopassaggio della linea Milano-Venezia, circa 1 km prima del traguardo d'arrivo"). La distanza totale è dunque di km 1486,000 (un giro da 166 km più 8 giri da 165 km)
Poiché questo circuito è stato utilizzato una sola volta, non è evidentemente possibile parlare di "record".

### XIV Coppa delle Mille Miglia
21-22 giugno 1947 / km 1827,000 (177,000 km in più rispetto all'edizione del 1933, anno dell'anteguerra in cui si raggiunse la distanza maggiore)
1° Clemente Biondetti / Emilio Romano - Alfa Romeo 8C 2900 B berlinetta Touring (senza compressore) (2905 cm³) - 16h16'39" - km/h 112,240
2° Tazio Nuvolari / Francesco Carena - Cisitalia 202 Spyder Mille Miglia (1089 cm³) - 16h32'35" - km/h 110,439
3° Inico Bernabei / Tullio Pacini - Cisitalia 202 MM coupé (1089 cm³) - 16h38'17" - km/h 109,808
Percorso
Condizionato dal pessimo stato delle strade, il tracciato utilizzato per la prima Mille Miglia del dopoguerra, risulta profondamente modificato rispetto a quello classico delle Mille Miglia degli anni venti e trenta.
La prima variazione appariscente è la inversione del senso di marcia, ma la grossa novità è l'inserimento di Torino e Milano tra le città toccate dalla corsa.
Tutto questo comporta, tra l'altro, l'allungamento della distanza da percorrere, che arriva a superare i 1800 km.
Brescia — Desenzano del Garda — Peschiera del Garda — Verona — Vicenza — Padova — Monselice — Rovigo — Ferrara — Ravenna — Forlì — Cesena — Rimini — Pesaro — Fano — Passo del Furlo — Passo della Scheggia — Foligno — Spoleto — Valico della Somma — Terni — Narni — Civita Castellana — Roma — Civitavecchia — Tarquinia — Grosseto — San Vincenzo — Cecina — Livorno — Pisa — Firenze — Passo della Futa — Passo della Raticosa — Bologna — Modena — Reggio Emilia — Parma — Piacenza — Stradella — Voghera — Tortona — Alessandria — Asti — Villanova d'Asti — Chieri — Torino — Novara — Milano — Bergamo — Brescia.

### XV Coppa delle Mille Miglia

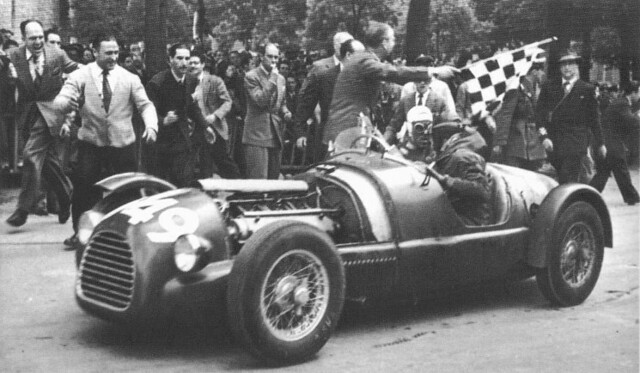
La Ferrari 166 S di Tazio Nuvolari e Sergio Scapinelli alla Mille Miglia 1948

2-3 maggio 1948 / km 1830,000 (Km 3,000 in più rispetto all'anno precedente per qualche variazione di modesta entità; con i suoi 1830 chilometri, questa Mille Miglia passerà alla storia come l'edizione con maggior chilometraggio)
1° Clemente Biondetti / Giuseppe Navone - Ferrari 166 S coupé Allemano (1995 cm³) - 15h05'44" - km/h 121,227
2° Alberto Comirato / Lia Comirato Dumas - Fiat-Comirato 1100 Sport spyder (1089 cm³) - 16h33'08" - km/h 110,559
3° Francesco Apruzzi / Angelo Apruzzi - Fiat 1100 S coupé (1089 cm³) - 16h52'30" - km/h 108,444
Percorso
Brescia — Desenzano del Garda — Peschiera del Garda — Verona — Vicenza — Padova — Monselice — Rovigo — Ferrara — Ravenna — Forlì — Cesena — Rimini — Pesaro — Fano — Passo del Furlo — Passo della Scheggia — Foligno — Spoleto — Valico della Somma — Terni — Narni — Civita Castellana — Roma — Civitavecchia — Tarquinia — Grosseto — San Vincenzo — Cecina — Livorno — Pisa — Firenze — Passo della Futa — Passo della Raticosa — Bologna — Modena — Reggio Emilia — Parma — Piacenza — Stradella — Voghera — Tortona — Alessandria — Asti — Villanova d'Asti — Chieri — Torino — Novara — Milano — Bergamo — Brescia.

### XVI Coppa delle Mille Miglia
24-25 aprile 1949 / km 1593,000 (237,000 km al di sotto del chilometraggio dell'anno precedente)
1° Clemente Biondetti / Ettore Salani - Ferrari 166 MM spyder Touring (1995 cm³) - 12h07'05" - km/h 131,456
2° Felice Bonetto / Francesco Cassani - Ferrari 166 MM spyder Touring (1995 cm³) - 12h35'07" - km/h 126,576
3° Franco Rol / Vincenzo Richiero - Alfa Romeo 6C 2500 competizione coupé (2443 cm³) - 12h51'10" - km/h 123,942
Percorso
Per il '49 il percorso subisce ulteriori variazioni: il senso di marcia torna ad essere anti-orario ma soprattutto la corsa non transita più né per Firenze né per Bologna in quanto, dopo Parma, si dirige verso Sarzana (SP) (attraverso il Passo della Cisa) per raggiungere poi la Capitale tramite Livorno e Grosseto. Altra innovazione è l'inserimento, dopo Rieti, delle città dell'Aquila e di Pescara.
Tutte queste varianti riconducono il chilometraggio, ora prossimo ai 1600 km.
Brescia — Cremona — Piacenza — Parma — Berceto — Passo della Cisa — Aulla — Sarzana — Massa — Pisa — Livorno — Cecina — San Vincenzo — Grosseto — Tarquinia — Civitavecchia — Ponte Tre Denari — Malagrotta — La Storta — Roma — Civita Castellana — Narni — Terni — Rieti — Antrodoco — L'Aquila — Popoli — Chieti scalo — Pescara — Giulianova — San Benedetto del Tronto — Porto Civitanova — Ancona — Senigallia — Fano — Pesaro — Rimini — Ravenna — Ferrara — Rovigo — Monselice — Padova — Vicenza — Verona — Peschiera del Garda — Desenzano del Garda — Brescia

### XVII Coppa delle Mille Miglia
23-24 aprile 1950 / km 1682,500 (Km 89,500 in più rispetto all'anno precedente)
1° Giannino Marzotto / Marco Crosara - Ferrari 195 S coupé Touring (2341 cm³) - 13h39'20" - km/h 123,209
2° Teodoro Serafini / Ettore Salani - Ferrari 195 S spyder Touring (2341 cm³) - 13h46'53" - 122,084 km/h
3° Juan Manuel Fangio / Augusto Zanardi - Alfa Romeo 6C 2500 competizione coupé (2443 cm³) - 14h02'05" - v119,881
Percorso
Il tracciato utilizzato nel '49 non soddisfa pienamente gli organizzatori che optano per il ritorno al senso di marcia orario. Le variazioni riguardano la eliminazione della digressione verso La Spezia che aveva escluso Bologna e Firenze (città che dunque rientrano tra quelle attraversate dalla corsa) e il reinserimento del tratto Firenze-Pisa-Livorno
Il percorso si allunga sino a sfiorare i 1700 km.
Brescia — Desenzano del Garda — Peschiera del Garda — Verona — Vicenza — Padova — Monselice — Rovigo — Ferrara — Ravenna — Rimini — Pesaro — Fano — Senigallia — Ancona — Porto Civitanova — San Benedetto del Tronto — Giulianova — Pescara — Chieti scalo — Popoli — L'Aquila — Antrodoco — Rieti — Terni — Narni — Civita Castellana — Roma — La Storta — Malagrotta — Ponte Tre Denari — Civitavecchia — Tarquinia — Grosseto — San Vincenzo — Cecina — Livorno — Pisa — Firenze — Passo della Futa — Passo della Raticosa — Bologna — Modena — Reggio Emilia — Parma — Piacenza — Cremona — Brescia.

### XVIII Coppa delle Mille Miglia
28-29 aprile 1951 / Km 1564,000 (Km 118,500 in meno rispetto all'anno precedente)
1° Gigi Villoresi / Pasquale Cassani - Ferrari 340 America coupé Vignale (4102 cm³) - 12h50'18" - km/h 121,822
2° Giovanni Bracco / Umberto Maglioli - Lancia Aurelia B20 GT 2000 coupé Pininfarina (1991 cm³) - 13h10'14" - km/h 118,749
3° Piero Scotti / Amos Ruspaggiari - Ferrari 212 Export spyder Motto (2563 cm³) - 13h22'04" - km/h 116,997
Percorso
Acquisito ormai definitivamente il senso orario, la più consistente novità di quest'anno è data dal tratto Roma-Firenze che, abbandonata la Via Aurelia (direttrice Civitavecchia-Grosseto-Livorno-Pisa), torna a seguire la Via Cassia (direttrice Viterbo-Siena)
Altra variazione tra Rimini e Ravenna, dove viene inserita la deviazione su Forlì.
Il percorso torna al di sotto dei 1.600 km
Brescia — Desenzano del Garda — Peschiera del Garda — Verona — Vicenza — Padova — Monselice — Rovigo — Ferrara — Ravenna — Forlì — Cesena — Rimini — Pesaro — Fano — Senigallia — Ancona — Porto Civitanova — San Benedetto del Tronto — Giulianova — Pescara — Chieti scalo — Popoli — L'Aquila — Antrodoco — Rieti — Terni — Narni — Civita Castellana — Roma — Madonna di Bracciano — Monterosi — Vetralla — Viterbo — Bolsena — Radicofani — San Quirico d'Orcia — Siena — Poggibonsi — San Casciano in Val di Pesa — Firenze — Passo della Futa — Passo della Raticosa — Bologna — Modena — Reggio Emilia — Parma — Piacenza — Cremona — Goito — Brescia.

### XIX Coppa delle Mille Miglia
3-4 maggio 1952 / km 1564,000
1° Giovanni Bracco / Alfonso Rolfo - Ferrari 250 S coupé Vignale (2953 cm³) - 12h09'45" - km/h 128,591
2° Karl Kling / Hans Klenk - Mercedes 300 SL coupé (2996 cm³) - 12h14'17" - km/h 127,798
3° Luigi Fagioli / Vincenzo Borghi - Lancia Aurelia B20-2000 coupé Pininfarina (1991 cm³) - 12h40'05" - km/h 123,460
Percorso
Identico a quello dell'anno precedente

### XX Coppa delle Mille Miglia
25-26 aprile 1953 / km 1512,000 (Km 52,000 in meno rispetto all'anno precedente, dovuti all'accorciamento del tratto tra Rieti e Roma)
1° Giannino Marzotto / Marco Crosara - Ferrari 340 America spyder Vignale (4102 cm³) - 10h37'19" - km/h 142,347 (media=nuovo record)
2° Juan Manuel Fangio / Giulio Sala - Alfa Romeo 6C 3000 CM berlinetta Colli (3495 cm³) - 10h49'03" - km/h 139,773
3° Felice Bonetto / U. Peruzzi - Lancia D20 coupé Pininfarina (2962 cm³) - 11h07'40" - km/h 135,876
Percorso
Per l'edizione 1953 il tracciato si presenta modificato. La variazione è nel tratto Rieti-Roma dove viene eliminato il passaggio da Terni, Narni e Civita Castellana.
Brescia — Desenzano del Garda — Peschiera del Garda — Verona — Vicenza — Padova — Monselice — Rovigo — Ferrara — Ravenna — Forlì — Cesena — Rimini — Pesaro — Fano — Senigallia — Ancona — Porto Civitanova — San Benedetto del Tronto — Giulianova — Pescara — Chieti scalo — Popoli — L'Aquila — Antrodoco — Rieti — Roma — Madonna di Bracciano — Monterosi — Vetralla — Viterbo — Bolsena — Radicofani — San Quirico d'Orcia — Siena — Poggibonsi — San Casciano in Val di Pesa — Firenze — Passo della Futa — Passo della Raticosa — Bologna — Modena — Reggio Emilia — Parma — Piacenza — Cremona — Brescia.

### XXI Coppa delle Mille Miglia
1-2 maggio 1954 / km 1597,000 (Km 85,000 in più rispetto all'anno precedente, per l'inserimento, tra Cremona e Brescia, della deviazione su Mantova in onore di Nuvolari)
1° Alberto Ascari - Lancia D24 Carrera spyder Pininfarina (3284 cm³) - 11h26'10" - km/h 139,645
2° Vittorio Marzotto - Ferrari 500 Mondial spyder Scaglietti (1985 cm³) - 12h00'01" - km/h 133,080
3° Luigi Musso / Augusto Zocca - Maserati A6GCS/53 spyder (1986 cm³) - 12h00'10" - km/h 133,052
Percorso
Nell'edizione 1954, si registra quella che è destinata ad essere l'ultima variazione di tracciato. La modifica è determinata dal desiderio degli organizzatori e dell'intero mondo sportivo di onorare la memoria di Tazio Nuvolari (morto nell'agosto 1953) inserendo la sua città natale (Mantova) tra quelle toccate dalla corsa e istituendo un premio speciale a lui dedicato (Gran Premio Nuvolari) da assegnarsi al concorrente che farà registrare la velocità media più elevata nel tratto finale Cremona-Mantova-Brescia.
Brescia — Desenzano del Garda — Peschiera del Garda — Verona — Vicenza — Padova — Monselice — Rovigo — Ferrara — Ravenna — Forlì — Cesena — Rimini — Pesaro — Fano — Senigallia — Ancona — Porto Civitanova — San Benedetto del Tronto — Giulianova — Pescara — Chieti scalo — Popoli — L'Aquila — Antrodoco — Rieti — Roma — Madonna di Bracciano — Monterosi — Vetralla — Viterbo — Bolsena — Radicofani — San Quirico d'Orcia — Siena — Poggibonsi — San Casciano in Val di Pesa — Firenze — Passo della Futa — Passo della Raticosa — Bologna — Modena — Reggio Emilia — Parma — Piacenza — Cremona — Mantova — Montichiari — Brescia.

### XXII Coppa delle Mille Miglia

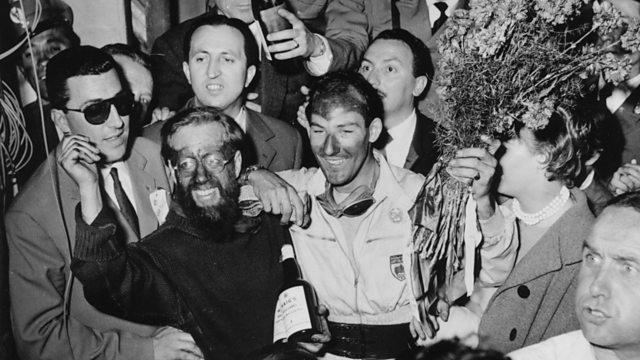
I vincitori della Mille Miglia 1955 Stirling Moss e Denis Jenkinson

30 aprile-1º maggio 1955 / km 1597,000
1° Stirling Moss / Denis Jenkinson - Mercedes-Benz 300 SLR spyder (2982 cm³) - 10h07'48" - km/h 157,650 (media=nuovo record; il valore rimarrà imbattuto e questa resterà la media oraria più elevata mai ottenuta sul percorso classico Brescia-Roma-Brescia)
2° Juan Manuel Fangio - Mercedes-Benz 300 SLR spyder (2982 cm³) - 10h39'33" - km/h 149,824
3° Umberto Maglioli / Luciano Monteferrario - Ferrari 376 S spyder Scaglietti (3747 cm³) - 10h52'47" - km/h 146,786
Percorso
Identico a quello del 1954

### XXIII Coppa delle Mille Miglia
28-29 aprile 1956 / km 1597,000
1° Eugenio Castellotti - Ferrari 290 MM Mille Miglia spyder Scaglietti (3491 cm³) - 11h37'10" - km/h 137,442
2° Peter Collins / Louis Klementaski - Ferrari 860 Monza spyder Scaglietti (3432 cm³) - 11h49'28" - km/h 135,059
3° Luigi Musso - Ferrari 860 Monza spyder Scaglietti (3432 cm³) - 12h11'49" - km/h 130,934
Percorso
Identico a quello del 1954

### XXIV Coppa delle Mille Miglia

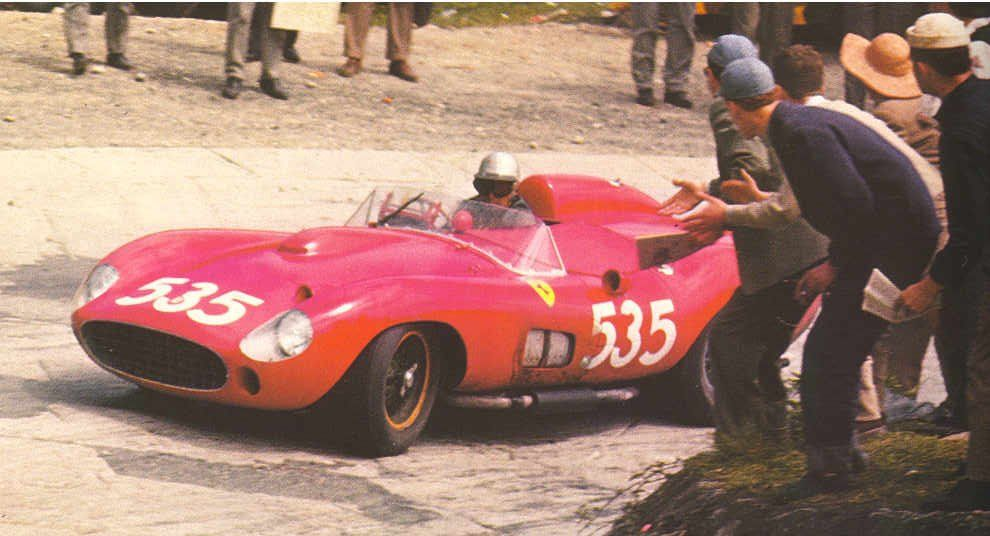
Piero Taruffi a bordo della Ferrari 315 S numero 535 durante la Mille Miglia 1957, che vinse.

11-12 maggio 1957 / km 1597,000
1° Piero Taruffi - Ferrari 315 S spyder Scaglietti (3783cm³) - 10h27'47" - km/h 152,632
2° Wolfgang von Trips - Ferrari 315 S spyder Scaglietti (3783cm³) - 10h30'48" - km/h 151,902
3° Olivier Gendebien / Jacques Washer- Ferrari 250 GT Berlinetta Tour de France (2953 cm³) - 10h35'53" - km/h 150,688
Percorso
Identico a quello del 1954

### Mille Miglia 1958
21-22 giugno 1958 / km 1593,000 (dei quali solo Km 83,500 di velocità)
Luigi Taramazzo / Giovanni Gerino - Ferrari 250 GT coupé (2953 cm³) - 55'02"4/5 - km/h 91,013
Percorso
Dopo la tragica Mille Miglia 1957 (Tragedia di Guidizzolo), gli organizzatori tentano di far sopravvivere la corsa e indicono una edizione 1958 secondo una formula mista di regolarità/velocità. È un genere di manifestazioni sportive che anticipa la formula ancor oggi in vigore per i Rallyes e che era adottata in quegli anni con un buon successo, particolarmente in Francia (piuttosto famoso il suo Tour de France automobile).
Questa Mille Miglia 1958 si sviluppa lungo un tracciato di km 1593,000, di cui però soltanto 83,500 km di velocità (sette tratti in salita e un tratto pianeggiante); i restanti 1509,500 km sono di trasferimento e debbono essere percorsi ad una velocità media (minima) di 50 km/h: penalizzazioni sono previste soltanto per coloro che non dovessero riuscire a realizzare questa media oraria.
Questo il dettaglio del percorso, con indicazione dei tratti di velocità tra parentesi.
Brescia — Nave — (Nave — Colle S.Eusebio, Km 8,400) — Colle S.Eusebio — Salò — Riva del Garda — Trento — Primolano — Belluno — Vittorio Veneto — Conegliano — Pordenone — Palmanova — Trieste — (Trieste — Opicina, Km 8,500) — Opicina — Gorizia — Udine — Tolmezzo — Ampezzo — Pieve di Cadore — Fiera di Primiero — San Martino di Castrozza — (S.Martino di Castrozza — Passo Rolle, Km 9,000) — Passo Rolle — Predazzo — Dobbiaco — Brunico — Bressanone — Bolzano — Appiano — (Appiano — Passo della Mendola, Km 13,600) — Passo della Mendola — Fondo — Sondrio — Colico — Lecco — Bergamo — Edolo — Ponte di Legno — (Ponte di Legno — Passo del Tonale, Km 10,500) — Passo del Tonale — Dimaro — (Dimaro — Campo Carlo Magno, Km 16,000) — Madonna di Campiglio — Barghe — (Barghe — Sant'Eusebio, Km 12,500) — Sant'Eusebio — Stocchetta — (Stocchetta — Brescia, Km 5,000 pianeggianti) — Brescia

### Mille Miglia 1959
30-31 maggio 1959 / km 1453,300 (dei quali solo Km 188,000 di velocità)
Carlo Mario Abate / Gianni Balzarini - Ferrari 250 GT coupé (2953 cm³) - 2h 06'16"4/5 - km/h 89,325
Percorso
Rimane la formula mista regolarità/velocità.
Il percorso è lievemente abbreviato ma in compenso è più che raddoppiato il chilometraggio dei tratti cronometrati di velocità.
Percorso complessivo di 1453,300 km, di cui 188,000 km di velocità (9 tratti praticamente tutti in salita) e i restanti 1265,300 km di trasferimento/regolarità.
Questo il dettaglio del percorso, con indicazione dei tratti di velocità tra parentesi.
Brescia — Cremona — Piadena — Casalmaggiore — Parma — Fornovo di Taro — (Fornovo — Passo della Cisa, Km 38,000) — Passo della Cisa — Aulla — Fivizzano — (Fivizzano — Cerreto, Km 18,500) — Cerreto — Reggio Emilia — Modena — Pievepelago — (Pievepelago — Abetone, Km 12,000) — Abetone — Pistoia — Firenze — Cafaggiolo — (Cafaggiolo — Passo della Futa — La Casetta, Km 23,700) — La Casetta — Passo della Raticosa — Bologna — Ferrara — Padova — Fiera di Primiero — Siror — (Siror — Passo Rolle, Km 25,500) — Passo Rolle — Canazei — (Canazei — Passo Pordoi, Km 12,000) — Passo Pordoi — Cortina d'Ampezzo — Misurina — Dobbiaco — Brunico — Bressanone — Bolzano — Appiano — (Appiano — Passo della Mendola, Km 13,600) — Passo della Mendola — Dimaro — (Dimaro — Campo Carlo Magno, Km 16,000) — Campo Carlo Magno — Trento — Peschiera del Garda — Desenzano del Garda — Barghe — (Barghe — Brescia, Km 28,700) — Brescia

### Mille Miglia 1961
27-28 maggio 1961 / km 1576,000 (dei quali solo Km 388,750 di velocità)
Gunnar Andersson / Carl Lohmander - Ferrari 250 GT berlinetta (2953 cm³) - 3h32'53"4/5 - km/h 109,560
Percorso
Dopo un anno di pausa, nel 1961 si registra l'ultimo tentativo di far risorgere la Mille Miglia.
Fermo restando la formula mista regolarità/velocità che già caratterizzò le edizioni del 1958 e del 1959, questa ultima Mille Miglia sembra dedicare maggiore spazio alle prove velocistiche, che ora sfiorano i 400 km e che includono una gara a Monza di quasi 150 km.
Il percorso complessivo risulta di km 1576,000, di cui Km 388,750 di velocità (7 tratti di velocità in salita, 25 giri sulla pista stradale di Monza e 2 giri di un anello stradale Barghe-Brescia) e Km 1187,250 di trasferimento/regolarità.
Questo il dettaglio del percorso, con indicazione dei tratti di velocità tra parentesi.
Brescia — Bergamo — Monza — (Monza, pista stradale, 25 giri x Km 5,750 = Km 143,750) — Melegnano — Piacenza — Parma — Fornovo di Taro — (Fornovo — Passo della Cisa, Km 38,000) — Passo della Cisa — Fivizzano — (Fivizzano — Cerreto, Km 18,500) — Cerreto — Reggio Emilia — Modena — Pievepelago — (Pievepelago — Abetone, Km 12,000) — Abetone — Firenze — Cafaggiolo — (Cafaggiolo — Passo della Futa — Passo della Raticosa — Pianoro, Km 64,000) — Pianoro — Bologna — Ferrara — Padova — Fiera di Primiero — Siror — (Siror — Passo Rolle, Km 25,500) — Passo Rolle — Bolzano — Appiano — (Appiano — Passo della Mendola, Km 13,600) — Passo della Mendola — Dimaro — (Dimaro — Campo Carlo Magno, Km 16,000) — Barghe — (Barghe — Brescia, anello stradale, 2 giri x Km 28,700=Km 57,400) — Brescia.

## Rally Mille Miglia
Dal 1977 l'Automobile Club di Brescia organizza, sulle strade della provincia di Brescia, il Rally 1000 Miglia.

## La Mille Miglia di regolarità
Dal 1977, prima con cadenza biennale e poi annuale, viene organizzata una gara di regolarità a tappe riservata alle auto storiche che parteciparono o risultavano iscritte ad almeno una edizione della corsa originale. L'edizione 2019 è stata vinta dalla coppia Moceri - Bonetti su un'Alfa Romeo 6C 1500 SS di proprietà del Museo Storico Alfa Romeo. L'edizione 2020, tenutasi a ottobre a causa del Covid-19, è stata vinta da Roberto e Andrea Vesco, che già avevano vinto entrambi alcune Mille Miglia di regolarità, ma mai in coppia padre/figlio. Hanno trionfato su un'Alfa Romeo 6C 1750.
- 1977 (I edizione di regolarità)

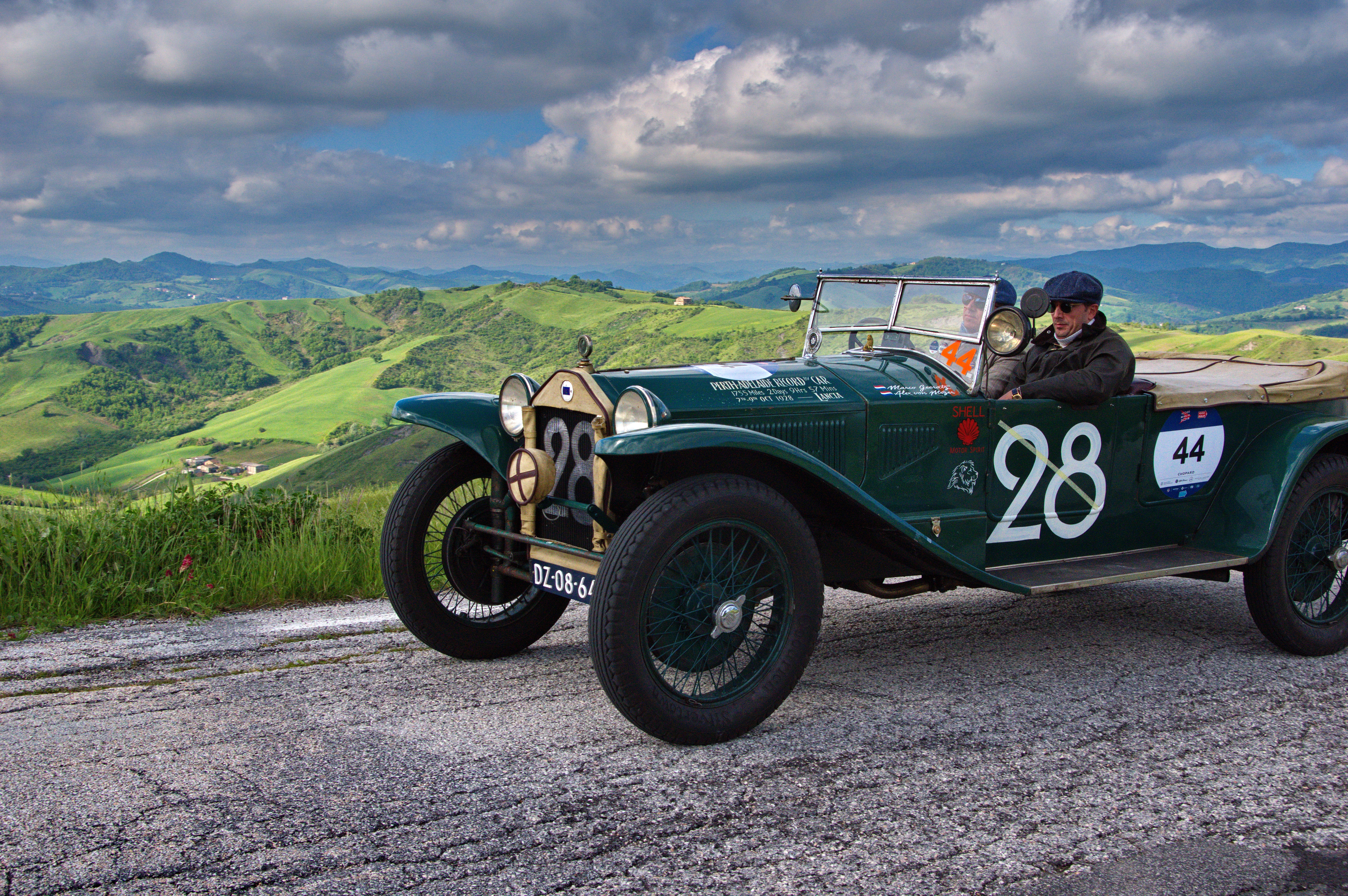
Una Lancia Lambda alla Mille Miglia 2019

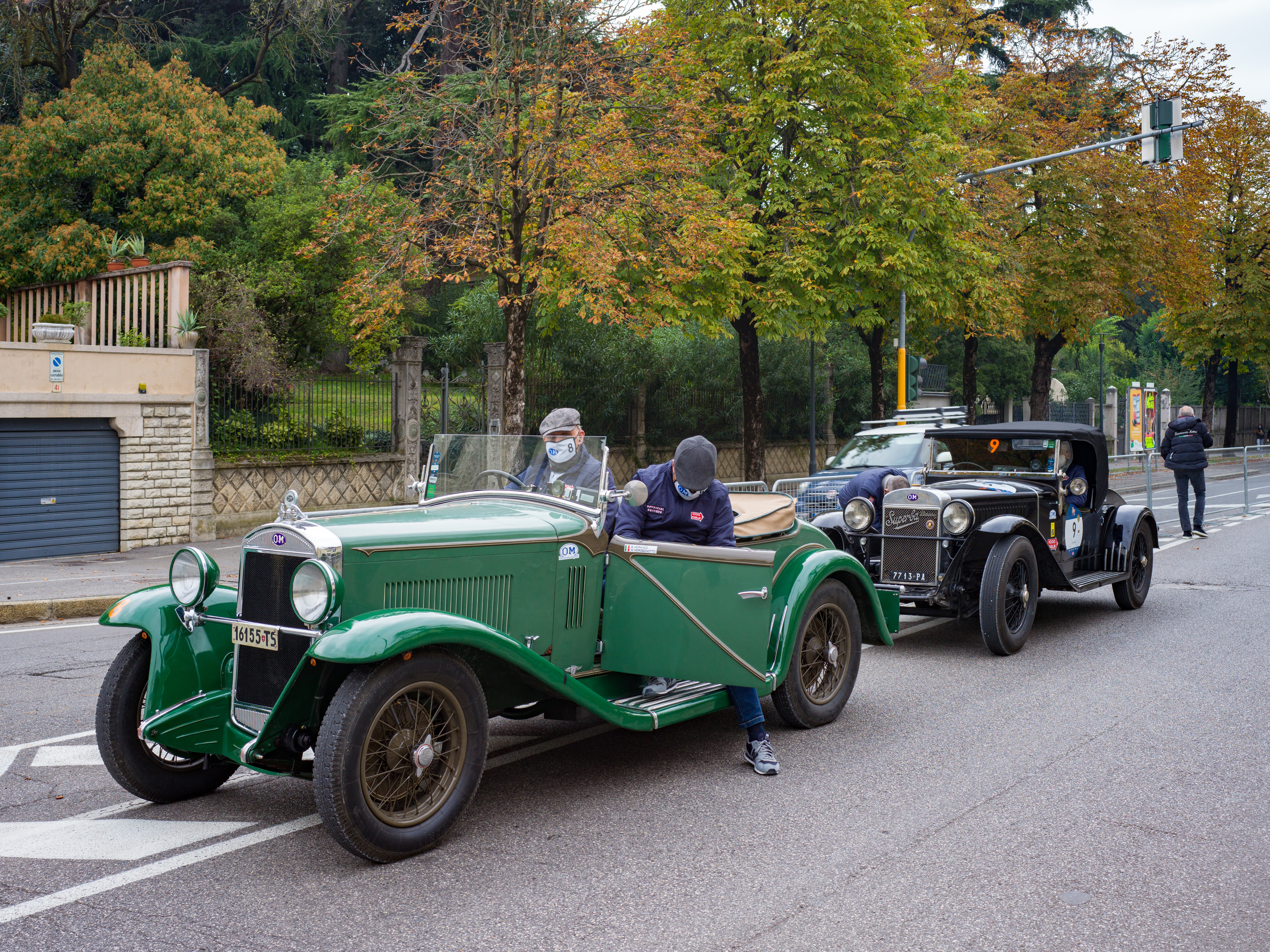
N 8 e 9 in partenza in Viale Venezia a Brescia alla Mille Miglia autunno 2020

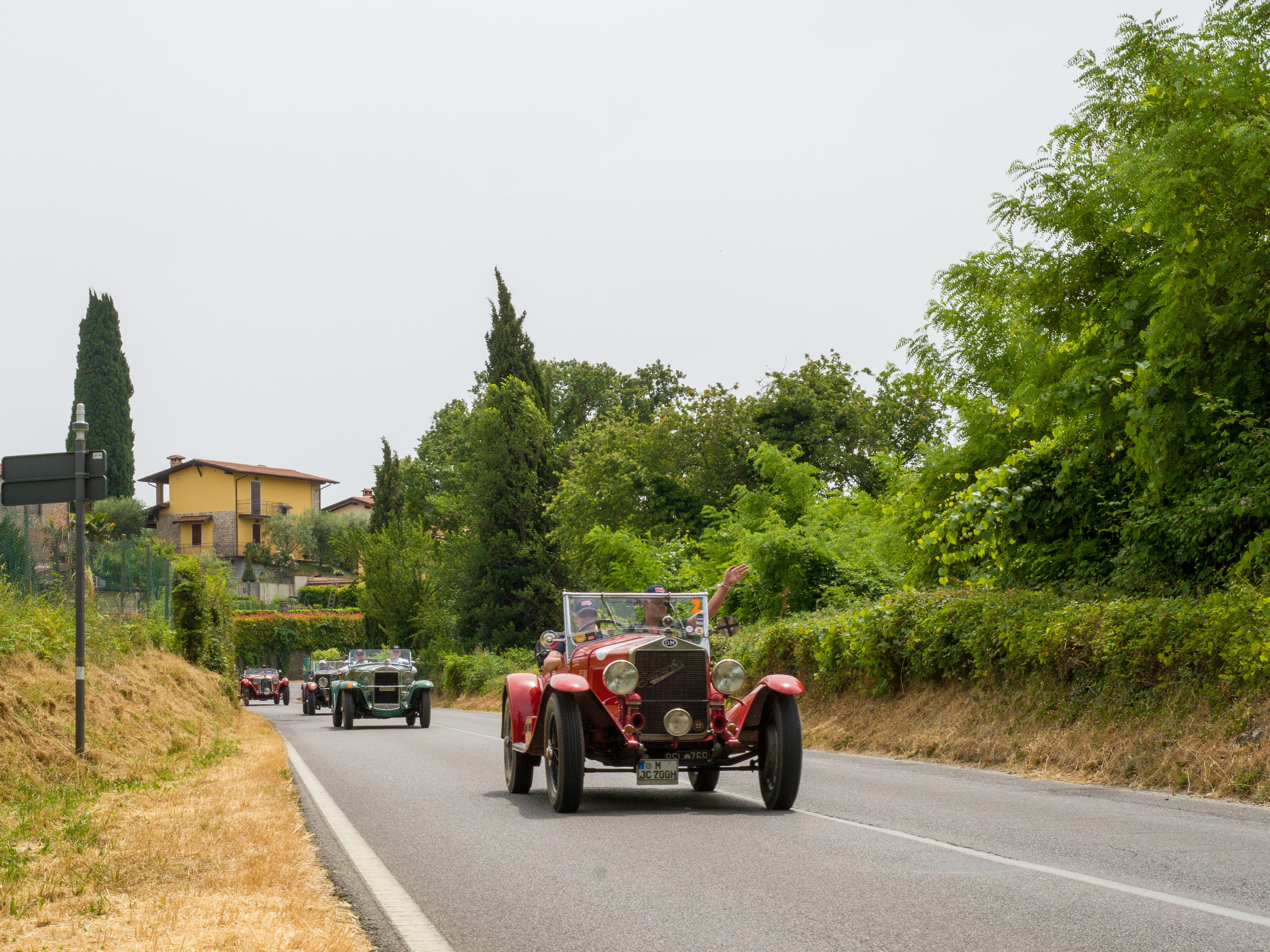
Corinna Fendt e Jörg Elsenbach su vettura OM 665 "Superba" N. 2 durante l'edizione 2021 a Manerba del Garda.

Heppe / Bauer - Alfa Romeo RL Super Sport
- 1982 (II edizione di regolarità)

Bacchi / Montanari - OSCA MT4
- 1984 (III edizione di regolarità)

Palazzani / Campana - Stanguellini 1100
- 1986 (IV edizione di regolarità)

Schildbach / Netze - Mercedes-Benz SSK
- 1987 (V edizione di regolarità)

Nanni / Marin - Maserati 200 SI
- 1988 (VI edizione di regolarità)

Rolino / Gaslini - Fiat 1100 S MM
- 1989 (VII edizione di regolarità)

Valseriati / Favero - Mercedes-Benz 300 SL
- 1990 (VIII edizione di regolarità)

Agnelli / Cavallari - Cisitalia 202
- 1991 (IX edizione di regolarità)

Panizza / Pisanelli - Renault 4CV 750 S
- 1992 (X edizione di regolarità)

Canè / Galliani - BMW 507
- 1993 (XI edizione di regolarità)

R. Vesco / Bocelli - Cisitalia 202
- 1994 (XII edizione di regolarità)

Canè / Galliani - BMW 507
- 1995 (XIII edizione di regolarità)

Ferrari / Salza - Fiat Abarth 750 GT Zagato
- 1996 (XIV edizione di regolarità)

Canè / Galliani - BMW 507
- 1997 (XV edizione di regolarità)

Valseriati / Sabbadini - Mercedes 300 SL
- 1998 (XVI edizione di regolarità)

Canè / Galliani - BMW 328 MM
- 1999 (XVII edizione di regolarità)

Canè / Auteri - Ferrari 340 MM
- 2000 (XVIII edizione di regolarità)

Canè / Galliani - BMW 328 MM
- 2001 (XIX edizione di regolarità)

Sisti / Bernini - Healey Silverstone
- 2002 (XX edizione di regolarità)

Canè / Galliani - BMW 328 Touring
- 2003 (XXI edizione di regolarità)

Sielecki / Hervas - Bugatti Tipo 23 Brescia
- 2004 (XXII edizione di regolarità)

Canè / Galliani - BMW 328 MM Coupé
- 2005 (XXIII edizione di regolarità)

Viaro / De Marco - Alfa Romeo 6C 1500 SS
- 2006 (XXIV edizione di regolarità)

Canè / Galliani - BMW 328 MM
- 2007 (XXV edizione di regolarità)

Viaro / Bergamaschi - Alfa Romeo 6C 1500 SS
- 2008 (XXVI edizione di regolarità)

Viaro / Viaro - Alfa Romeo 6C 1500 SS
- 2009 (XXVII edizione di regolarità)

Ferrari / Ferrari - Bugatti Tipo 37
- 2010 (XXVIII edizione di regolarità)

Canè / Galliani - BMW 328 MM
- 2011 (XXIX edizione di regolarità)

Mozzi / Biacca - Aston Martin Le Mans
- 2012 (XXX edizione di regolarità)

Scalise / Claramunt - Alfa Romeo 6C 1750 GS Spider Zagato
- 2013 (XXXI edizione di regolarità)

Tonconogy / Berisso - Bugatti Tipo 40
- 2014 (XXXII edizione di regolarità)

Mozzi / Biacca - Lancia Lambda 221
- 2015 (XXXIII edizione di regolarità)

Tonconogy / Berisso - Bugatti Tipo 40
- 2016 (XXXIV edizione di regolarità)

A. Vesco / Guerini - Alfa Romeo 6C 1750 GS Spider Zagato 
- 2017 (XXXV edizione di regolarità)

A. Vesco / Guerini - Alfa Romeo 6C 1750 GS Spider Zagato
- 2018 (XXXVI edizione di regolarità)

Tonconogy / Ruffini - Alfa Romeo 6C 1500 GS Testa Fissa Spider Zagato 
- 2019 (XXXVII edizione di regolarità)

Moceri / Bonetti - Alfa Romeo 6C 1500 SS Spider Stabilimenti Farina
- 2020 (XXXVIII edizione di regolarità)

A. Vesco / R. Vesco - Alfa Romeo 6C 1750 GS Spider Zagato
- 2021 (XXXIX edizione di regolarità)

A. Vesco / F. Salvinelli - Alfa Romeo 6C 1750 Super Sport
- 2022 (XL edizione di regolarità)

A. Vesco / F. Salvinelli - Alfa Romeo 6C 1750 Super Sport Zagato
- 2023 (XLI edizione di regolarità)

A. Vesco / F. Salvinelli - Alfa Romeo 6C 1750
- 2024 (XLII edizione di regolarità)

A. Vesco / F. Salvinelli - Alfa Romeo 6C 1750 Ss Spider Z
- 2025 (XLIII edizione di regolarità)

A. Vesco / F. Salvinelli - Alfa Romeo 6C 1750 Ss

## Statistiche

### Piloti

#### Il medagliere dei piloti
Nell'elenco sotto riportato sono indicati i nominativi di tutti i piloti che hanno conseguito almeno una vittoria. Per ognuno sono peraltro indicati anche le piazze d'onore e i terzi posti. Le prestazioni ottenute sono indicate tra parentesi e i numeri si riferiscono, nell'ordine, alle vittorie, ai secondi posti, ai terzi posti. Naturalmente il numero può anche essere lo zero. A titolo di esempio, il pilota che è in testa alla classifica, Clemente Biondetti, ha ottenuto 4 vittorie, nessun secondo posto e nessun terzo posto e i numeri tra parentesi sono pertanto 4,0,0.
Il computo non tiene conto dei risultati delle ultime 3 edizioni (disputate secondo la formula mista regolarità/velocità) per cui le edizioni prese in considerazione sono soltanto le 24 comprese nell'arco di tempo che va dal 1927 al 1957 e le vittorie dei piloti sono in numero di 45 (21 edizioni con 2 conduttori vittoriosi e 3 edizioni con 1 solo conduttore vittorioso). L'ordine di elencazione è decrescente, ad iniziare dunque dal pilota che vanta le migliori prestazioni.
Poiché, nella stragrande maggioranza dei casi, le vetture in gara alla Mille Miglia avevano un equipaggio formato da due conduttori, il "medagliere" è stato compilato assegnando la vittoria (o il piazzamento) ad entrambi i conduttori presenti sulla vettura. È chiaro però che molto spesso il coequipier aveva funzioni di meccanico e comunque era palesemente una "seconda guida". Per questo motivo, i piloti "titolari" sono elencati con la bandiera delle mille miglia . In caso di prestazioni equipollenti, è rispettato l'ordine alfabetico. A parità di prestazione, tuttavia, si è assegnata la priorità ai piloti "titolari" e a quelli che hanno gareggiato pilotando la vettura per l'intera corsa senza presenze di coequipiers (o meccanici che fossero) a bordo.
| Pilota                     | 1° | 2° | 3° |
| -------------------------- | -- | -- | -- |
| Clemente Biondetti         | 4  | 0  | 0  |
| Tazio Nuvolari             | 2  | 2  | 0  |
| Giuseppe Campari           | 2  | 1  | 1  |
| Carlo Maria Pintacuda      | 2  | 1  | 1  |
| Giannino Marzotto          | 2  | 0  | 0  |
| Amedeo Bignami             | 2  | 0  | 0  |
| Marco Crosara              | 2  | 0  | 0  |
| Giulio Ramponi             | 2  | 0  | 0  |
| Paride Mambelli            | 1  | 2  | 0  |
| Achille Varzi              | 1  | 1  | 1  |
| Giuseppe Morandi           | 1  | 1  | 1  |
| Giovanni Bracco            | 1  | 1  | 0  |
| Antonio Brivio             | 1  | 1  | 0  |
| Pasquale Cassani           | 1  | 1  | 0  |
| Ettore Salani              | 1  | 1  | 0  |
| Piero Taruffi              | 1  | 0  | 1  |
| Aldo Stefani               | 1  | 0  | 1  |
| Alberto Ascari             | 1  | 0  | 0  |
| Eugenio Castellotti        | 1  | 0  | 0  |
| Mario Umberto Borzacchini  | 1  | 0  | 0  |
| Rudolf Caracciola          | 1  | 0  | 0  |
| Fritz Huschke von Hanstein | 1  | 0  | 0  |
| Ferdinando Minoia          | 1  | 0  | 0  |
| Stirling Moss              | 1  | 0  | 0  |
| Gigi Villoresi             | 1  | 0  | 0  |
| Walter Bäumer              | 1  | 0  | 0  |
| Decimo Compagnoni          | 1  | 0  | 0  |
| Alessandro Della Stufa     | 1  | 0  | 0  |
| Giovanni Battista Guidotti | 1  | 0  | 0  |
| Dennis Jenkinson           | 1  | 0  | 0  |
| Giuseppe Navone            | 1  | 0  | 0  |
| Carlo Ongaro               | 1  | 0  | 0  |
| Alfonso Rolfo              | 1  | 0  | 0  |
| Emilio Romano              | 1  | 0  | 0  |
| Wilhelm Sebastian          | 1  | 0  | 0  |

Le vittorie consecutive
Soltanto 3 piloti sono riusciti nell'impresa di vincere più di una Mille Miglia consecutivamente: Biondetti, Campari e Ramponi. Il primo si è aggiudicato le prime tre edizioni del dopoguerra (1947, 1948 e 1949), mentre l'equipaggio formato da Giuseppe Campari (primo pilota) e Giulio Ramponi (meccanico e/o secondo pilota) ha vinto nel biennio 1928-1929.
Questa dunque la graduatoria:
- 1. Biondetti Clemente (1947-1948-1949)
- 2. Campari Giuseppe (1928-1929)
- 3. Ramponi Giulio (1928-1929)

### Marche

#### Il medagliere delle Marche
Nell'elenco riportato sotto sono indicati i nominativi di tutte le Case automobilistiche che hanno conseguito prestazioni "da podio" (vittorie, piazze d'onore e terzi posti).
Il computo non tiene conto dei risultati delle ultime 3 edizioni (disputate secondo la formula mista regolarità/velocità) per cui le edizioni prese in considerazione sono soltanto le 24 comprese nell'arco di tempo che va dal 1927 al 1957.
L'ordine di elencazione è decrescente, ad iniziare dunque dalla Marca che vanta le migliori prestazioni. In caso di prestazioni equipollenti, è rispettato l'ordine alfabetico.
| Squadra       | 1° | 2° | 3° |
| ------------- | -- | -- | -- |
| Alfa Romeo    | 11 | 11 | 10 |
| Ferrari       | 8  | 5  | 4  |
| Mercedes-Benz | 2  | 2  | 0  |
| OM            | 1  | 3  | 2  |
| Lancia        | 1  | 1  | 3  |
| BMW           | 1  | 0  | 1  |
| Cisitalia     | 0  | 1  | 1  |
| FIAT          | 0  | 1  | 1  |
| Delahaye      | 0  | 0  | 1  |
| Maserati      | 0  | 0  | 1  |

En plein Marche "triplette"
Tre sole sono le Marche che, nel corso degli anni, hanno ottenuto "triplette" (1º, 2º e 3º posto, tutti di vetture della medesima Marca).
È accaduto dodici volte.
Ecco le Marche protagoniste:
- 1. Alfa Romeo (1928, 1929, 1930, 1932, 1933, 1934, 1935, 1936, 1938), 9 triplette
- 2. Ferrari (1956, 1957), 2 triplette
- 3. OM (1927), 1 tripletta

En plein Marche "doppiette"
Tre Marche hanno ottenuto, nel corso degli anni, una "doppietta" (1º e 2º posto). È accaduto 4 volte. Ecco le Marche protagoniste:
- 1. Ferrari (1949, 1950), 2 doppiette
- 2. Alfa Romeo (1937), 1 doppietta
- 3. Mercedes-Benz (1955), 1 doppietta

Marche vittorie "consecutive"
In tre periodi si sono registrate vittorie a ripetizione, anno dopo anno, di vetture di una stessa marca, segnatamente Alfa Romeo e Ferrari.
Ecco il dettaglio:
- Alfa Romeo con 7 vittorie consecutive (dal 1932 al 1938)
- Ferrari con 6 vittorie consecutive (dal 1948 al 1953)

Nel caso dell'Alfa Romeo, occorre rilevare che, oltre alle 7 vittorie consecutive di cui sopra, in un altro periodo (1928-1930) ha ottenuto la vittoria per tre anni consecutivi.
Due vittorie consecutive figurano anche all'attivo della Ferrari (biennio 1956-1957)

## Museo
Nel novembre del 2004, è stato inaugurato a Sant'Eufemia (Brescia), il Museo della Mille Miglia, a scopo conoscitivo e rievocativo delle edizioni passate.

Al suo interno è possibile trovare 9 sezioni suddivise in ordine temporale che ripercorrono tutta la storia delle Mille Miglia, all'interno delle quali sono inserite alcune macchine storiche che parteciparono alla corsa.

## Filmografia
Film che trattano le Mille Miglia:
- 1936 La danza delle lancette di Mario Baffico
- 1973 Amarcord di Federico Fellini
- 2015 Rosso Mille Miglia di Claudio Uberti[8]
- 2023 Ferrari di Michael Mann

## Musica
Brani musicali che parlano delle Mille Miglia:
- Mille miglia (prima e seconda) di Lucio Dalla - 1976 - Automobili (RCA Italiana, TPL 1-1202)

## Videogiochi
Videogiochi inerenti alle Mille Miglia:
- 1000 Miglia, simulatore di guida realizzato dalla Simulmondo nel 1991
- Mille Miglia: Great 1000 Miles Rally, videogioco arcade realizzato dalla Kaneko nel 1994
- Mille Miglia 2: Great 1000 Miles Rally, videogioco arcade realizzato dalla Kaneko nel 1995
- Mille Miglia, realizzato dalla SCi nel 2000, con il supporto di Stirling Moss

## Giochi da tavolo
Giochi da tavolo inerenti alla Mille Miglia:
- Legend: la storia della Mille Miglia
- Legend: Winds of war 1934-1940